# Zeta Canis Majoris
Désignations
Zeta Canis Majoris (ζ CMa / ζ Canis Majoris, Zêta Canis Majoris), également nommée Furud, est une étoile binaire de la constellation du Grand Chien. Sa magnitude apparente est de +3,02. D'après la mesure de sa parallaxe annuelle par le satellite Hipparcos, le système est situé à environ 362 années-lumière de la Terre. Il s'éloigne du Système solaire à une vitesse radiale de +32 km/s.

## Propriétés
Zeta Canis Majoris est une binaire spectroscopique à raies simples dont les deux étoiles orbitent autour de leur centre de masse en 675 jours et avec une excentricité de 0,57. Sa composante visible est une étoile bleu-blanc de la séquence principale de type spectral B2,5V. C'est une variable de type β Cephei suspectée.

## Noms
Furud est le nom propre de l'étoile qui a été approuvé par l'Union astronomique internationale le 20 juillet 2016. Il s'agit d'un nom traditionnel, parfois orthographié Phurud, qui provient de l'arabe فرد / al-furud signifiant « les solitaires ».